# Benjamin Péret
Benjamin Péret (ur. 4 lipca 1899 w Rezé, zm. 18 września 1959 w Paryżu) – francuski poeta surrealistyczny.

## Życiorys
W 1917 roku został powołany do wojska, brał udział w działaniach wojennych na Bałkanach, potem trafił do Salonik. Po wojnie przyjechał do Paryża. W 1920 roku związał się z grupą dadaistów skupionych wokół pisma Littérature. Rok później został opublikowany jego pierwszy tomik poezji, zatytułowany Le Passager du transatlantique. 
Po opublikowaniu Manifestu surrealizmu przez André Bretona, zaprzyjaźniony z nim Péret również odszedł od dadaizmu i przyłączył się do nowego ruchu. W 1925 roku został redaktorem pisma „La Révolution surréaliste”.
W latach 1929–1931 przebywał w Brazylii, pod zarzutem agitacji komunistycznej (w tym czasie był zwolennikiem trockizmu) został tam aresztowany, uwięziony i deportowany. Po powrocie do Europy, wyjechał z Francji do Hiszpanii, gdzie brał udział w wojnie domowej po stronie republikańskiej.  
W latach 1940–1947 przebywał w Meksyku, zafascynowany sztuką prekolumbijską. Po powrocie do Paryża, ponownie współpracował z Bretonem, jako animator ruchu surrealistycznego.

## Wybrana twórczość
- 1921: Le Passager du transatlantique
- 1925: Cent cinquante-deux proverbes mis au goût du jour, en collaboration avec Paul Éluard
- 1927: Dormir, dormir dans les pierres
- 1928: Le Grand Jeu
- 1934: De derrière les fagots
- 1936: Je sublime
- 1936: Je ne mange pas de ce pain-là
- 1945: Le Déshonneur des poètes
- 1945: Dernier Malheur dernière chance
- 1946: Un point c’est tout
- 1952: Air mexicain
- 1955: Le Livre de Chilam Balam de Chumayel
- 1956: Anthologie de l’amour sublime
- 1957: Gigot, sa vie, son œuvre
- 1960: Anthologie des mythes, légendes et contes populaires d’Amérique